# Прича о духу (филм из 2017)
Прича о духу (енгл. A Ghost Story) је амерички натприродно-драмски филм из 2017. године, режисера и сценаристе Дејвида Лоуерија, у коме главне улоге тумаче Кејси Афлек и Руни Мара, док су у споредним улогама Вил Олдам, Лиз Карденас Франке, Сонија Асеведо и Роб Забреки. Радња филма прати човека који постаје дух и остаје у кући коју је делио са супругом.
Филм је премијерно приказан 22. јануара 2017. на Филмском фестивалу Санденс, док је у америчким биоскопима објављен 7. јула исте године. Иако је наишао на похвале критичара, пријем код публике је био помешан због филмског минимализма

## Радња
Жена (потписана као „М”) помиње свом мужу музичару (потписаном као „К”) да се као дете често селила и да је скривала мале белешке где год да је живела. К одбија М-ин предлог да се преселе, стварајући напетост у њиховој вези. Када коначно пристане, њих двоје чују гласан прасак док спавају, чији узрок не могу да открију.
Убрзо након тога, К гине у саобраћајној несрећи у близини њиховог дома. У болници, М покрива његово тело чаршавом пре него што оде. К се буди као дух, кога живи не могу да виде. Још увек прекривен чаршавом, почиње да лута болницом. Пред њим се отварају врата светлости, али он не покушава да им приђе и она се затварају.
К одлази кући и види како Линда, његова станодавка, оставља питу. М долази и једе питу док је не поврати. У немогућности да комуницира са њом, К гледа како М тугује пре него што настави са својим животом. У суседној кући угледа још једног духа прекривеног чаршавом са цветним дезеном који каже да некога чека, иако се не сећа кога.
Након што је открио да М излази са другим мушкарцем, љубоморни К ствара сметње у кући. Касније, М слуша једну од К-ових песама и присећа се времена када ју је први пут свирао за њу. Она се сели, али прво пише белешку и сакрива је у процеп између лајсне, коју потом префарба. К почиње да струже фарбу како би дошао до белешке.
Касније, самохрана мајка која говори шпански усељава се у кућу са својим малим сином и ћерком. К их посматра како једу, свирају клавир и славе Божић. Деца почињу да осећају његово присуство и уплаше се. Једне ноћи, он руши урамљену породичну фотографију са клавира и разбија судове у кухињи. Породица се исели, а дух наставља да струже фарбу.
На забави коју су приредили следећи станари, жена каже да је престала да ради на свом роману, а мушкарац одговара тврдњом да су све креативне потраге бесмислене, јер ће универзуму једном доћи крај. Присутни на забави примећују да светла трепере.
Кућа остаје напуштена и запуштена. К-ове напоре да дође до белешке прекида булдожер који пробија зид. Срушена је и суседна кућа; дух са цветним покривачем, док стоји међу рушевинама, каже „Мислим да не долазе” и нестаје испод свог чаршава. На месту где је била кућа саграђен је небодер; када се градња заврши, К гледа футуристички градски пејзаж са балкона пре него што скочи са ивице.
Небеска сфера се окреће уназад, а К се проналази у пољу у 19. веку крај човека који забија кочеве у земљу. Човекова жена и три ћерке стижу кочијом, а породица се спрема да изгради кућу. Најмлађа ћерка пише поруку и сакрива је испод камена док певуше мелодију К-ове песме. Амерички староседеоци нападају и убијају породицу, а К гледа како се леш девојчице распада.
Назад у кући, која је празна с изузетком клавира, К види себе и М како улазе и разгледају је. Његов живот у кући се понавља; сведочи њиховој последњој свађи, и након што је чуо себе из прошлости како је попустио, тешко седа за клавир, стварајући прасак који их је раније запрепастио. Касније, К посматра себе у облику духа како гледа М док напушта кућу последњи пут. Коначно долази до белешке и, након што је прочита, нестаје, а његов празан покривач пада на под.

## Улоге
| Глумац              | Улога             |
| ------------------- | ----------------- |
| Кејси Афлек         | К                 |
| Руни Мара           | М                 |
| Кенеиша Томпсон     | докторка          |
| Лиз Карденас Франке | Линда             |
| Сонија Асеведо      | Марија            |
| Карлос Бермудез     | Карлос            |
| Јасмина Гутиерез    | Јасмина           |
| Кеша                | женски дух        |
| Вил Олдам           | прогностичар      |
| Бреја Грант         | Клара             |
| Огастин Фризел      | Кларина супруга   |
| Роб Забреки         | пионир            |
| Сара Томерлин       | пионирова супруга |
| Марго Томерлин      | пионирова ћерка   |
| Силви Томерлин      | пионирова ћерка   |
| Савана Волш         | пионирова ћерка   |